# Ліхтарна акула-скульптор
Ліхтарна акула-скульптор (Etmopterus sculptus) — акула з роду Ліхтарна акула родини Ліхтарні акули. Інша назва «скульптурна ліхтарна акула».

## Опис
Загальна довжина досягає 51,5 см. Голова довга. Морда коротка, конічна. Очі великі, подовжені. Ніздрі розміщені ближче до кінчика морди. На верхній стороні голови присутні великі зубчики. Зуби верхньої та нижньої щелеп невеликі — зуби верхньої мають 3-5 верхівок. У акули 5 пар помірно коротких зябрових щілин. Тулуб помірно великий та гладкий. Луска має характерний вигляд, що надає шкірі грубий вигляд. Має 2 невеликих спинних плавців. Задній спинний плавець більше за передній. Анальний плавець відсутній. Хвіст короткий. Хвостове стебло широке й довге.
Забарвлення спини темно-сіре. Черево більш темного кольору. На хвості та хвостовому плавці присутні подовжені чорні плями з фотофторами, що світяться у темряві.

## Спосіб життя
Тримається на глибині від 450 до 900 м. Зустрічається неподалік від берега. Здійснює добові міграції. Активний хижак. Живиться дрібною костистою рибою, кальмарами, невеличкими восьминогами, креветками.
Статева зрілість настає при розмірі 42 см. Це яйцеживородна акула.

## Розповсюдження
Мешкає від Намібії до південного Мозамбіку.